# Krzysztof Gradziuk
Krzysztof Gradziuk (* 4. Juni 1979) ist ein polnischer Jazzmusiker (Schlagzeug, Komposition).

## Wirken
Gradziuk absolvierte das Jazzstudium am Institut für Jazz an der Musikakademie Katowice. Im Jahr 2003 erhielt er ein einjähriges Stipendium der Musikhochschule Leipzig; 2004 nahm er am Summer Jazz Workshop in Louisville (USA) in der Klasse von John Riley und Steve Davis teil. Im Jahr 2004 erhielt er das Stipendium des Ministers für Kultur und Kunst.
2001 gründete Gradziuk gemeinsam mit dem Pianisten Przemysław Raminiak und dem Bassisten Maciej Garbowski das Trio RGG, in das 2013 Łukasz Ojdana als neuer Pianist einwechselte; das RGG-Trio arbeitete mit Musikern wie Evan Parker, Verneri Pohjola, Samuel Blaser und Trevor Watts und veröffentlichte bisher elf Alben. Überdies arbeitete er in den Gruppen von Maciej Obara, Anna Gadt, Maciej Fortuna, Daniel Popiałkiewicz und Leszek Kułakowski und gehört dem Quartett von Piotr Schmidt an, mit dem er drei Alben vorlegte. Mit dem Geiger Marcin Hałat und Maciej Garbowski bildete er das Trio Owl, das zu seinem zweiten Album Improcode den Pianisten Pablo Held einlud. Mit Verneri Pohjola und Maciej Garbowski entstand 2017 das Album Gemstones, mit Pauli Lyytinen und Garbowski das Album Swords (2020).
Gradziuk unterrichtet in der Schlagzeugklasse am Institut für Jazz an der Musikakademie in Katowice, an der Fakultät für Jazz an den Staatlichen Fryderyk-Chopin-Musikschulen (2. Grad) in Warschau sowie an der Post-Sekundarschule Henryk Majewski in Warschau.